# Zamek w Gnieźnie

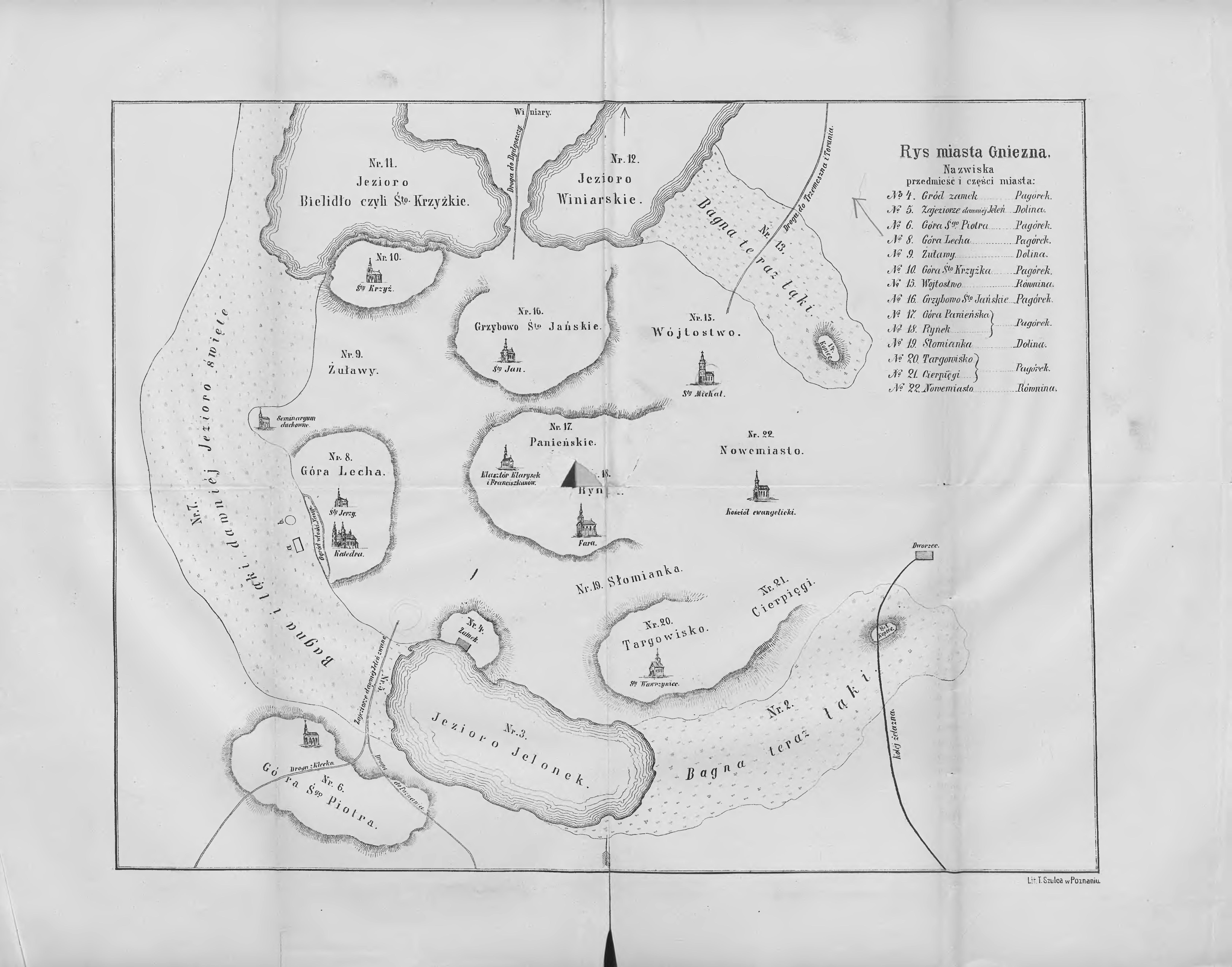
Plan miasta Gniezna z 1887 roku z zaznaczonym zamkiem

Zamek arcybiskupi w Gnieźnie – nieistniejący współcześnie zamek zbudowany około 1518 roku w Gnieźnie, w pobliżu obecnego skrzyżowania ulic Jeziornej i Łaskiego.

## Historia
Zamek został zbudowany nad jeziorem Jelonek około 1518 roku na polecenie prymasa Jana Łaskiego. Był to teren częściowo już zniwelowanego wału dawnego trzeciego podgrodzia z lat około 950–1050. Budowniczy Jan Wysocki, który na polecenie Łaskiego podjął się zadania wzniesienia zamku, jako zapłatę za swoją pracę otrzymał w dożywocie wieś Sławno. Do śmierci prymasa zbudowano jedynie fundamenty i dom mieszkalny. Budynek mieszkalny miał szerokość około 10 m i długość przekraczającą 30 m, wspierały go narożne skarpy i był usytuowany z południowego zachodu na północny wschód. 
W 1617 roku pożar miasta zniszczył zabudowania zamku. Po jego odbudowie przez prymasa Macieja Łubieńskiego opis obiektu zanotował ksiądz Stefan Damalewicz – wynika z niego, że była to budowla na planie czworoboku z dziedzińcem. W narożniku północno-wschodnim znajdowała się ośmioboczna baszta posiadająca wewnątrz wymiary około 7,2 x 8 metrów. W 1724 roku zamek ponownie uległ pożarowi, a zniszczenia były na tyle duże, że planowano sprzedać cegłę pozyskaną z rozbiórki. Ostatnim arcybiskupem, który zamieszkiwał w tej budowli był prymas Adam Komorowski. W XVIII wieku prymasi rzadko odwiedzali Gniezno, rezydując na zamku w Łowiczu lub w pałacu prymasowskim w Warszawie, a i kapituła nie interesowała się utrzymaniem zamku w Gnieźnie. W 1813 roku lustracja stwierdziła, że obiekt znajdował się w ruinie. Rozebrano go w 1831 roku. 
W latach 1936–1938 w miejscu zamku J. Kostrzewski, W. Hensel i W. Kočka prowadzili wykopaliska archeologiczne, jednocześnie obniżono teren o około 2 metry na polecenie biskupa Antoniego Laubitza. W podziemiach budynku probostwa katedralnego przy ulicy Łaskiego 11 zachowały się fundamenty narożnej ośmiobocznej baszty, stojącej w północno-wschodnim narożniku zamku. 
Według badań Czesława Sikorskiego w średniowieczu Gniezno nie posiadało murowanego zamku i do czasu budowy w XVI wieku zamku przez prymasa Jana Łaskiego arcybiskupi mieszkali w drewnianym dworze na północ od katedry i kościoła św. Jerzego, który powstał na miejscu grodu księcia Władysława Odonica z 1234 roku. Rezydencja ta była odbudowana w 1314 roku, ale zniszczyli ją Krzyżacy podczas najazdu w 1331 roku. Prymas Teodor Potocki zbudował w latach 1736–1738 istniejący do dzisiaj barokowy nowy Wikariat, w którym mieści się Muzeum Archidiecezjalne.
W latach 1991–1992 kolejne badania archeologiczne na posesjach przy ulicach Łaskiego 9, 11, 15 prowadzili K. Szurkowska i T. Sawicki, natomiast w 1996 roku T. Sawicki badał wnętrze baszty.